# 콘스탄틴 파블로비치 대공
콘스탄틴 파블로비치(러시아어: Константи́н Па́влович, 1779년 4월 27일 상트페테르부르크 ~ 1831년 6월 27일 비쳅스크)는 러시아의 추존차르이자 로마노프 왕조의 13대 예우황제(재위: 1825년 12월 1일 ~ 1825년 12월 26일)이다. 파벨 1세의 아들이다. 알렉산드르 1세의 죽음 이후에 25일 동안 왕위에 재위했지만 퇴위했다. 그의 승계 논란은 데카브리스트의 난의 직접적인 원인이 되었다.